# Wattkopf
Der Wattkopf ist ein 338,2 m ü. NHN hoher Berg östlich von Ettlingen im Landkreis Karlsruhe in Baden-Württemberg und ein waldbedeckter Ausläufer am Westrand des nördlichen Schwarzwaldes.
Auf halber Höhe am Westhang des Bergs steht der örtliche Bismarckturm.

## Wattkopftunnel
Die Ostumgehung von Ettlingen nutzt den Wattkopftunnel, einen 1994 in Betrieb genommenen einröhrigen Straßentunnel von 1950 Metern Länge, der unter dem Berg durchführt.

## Sendeanlagen

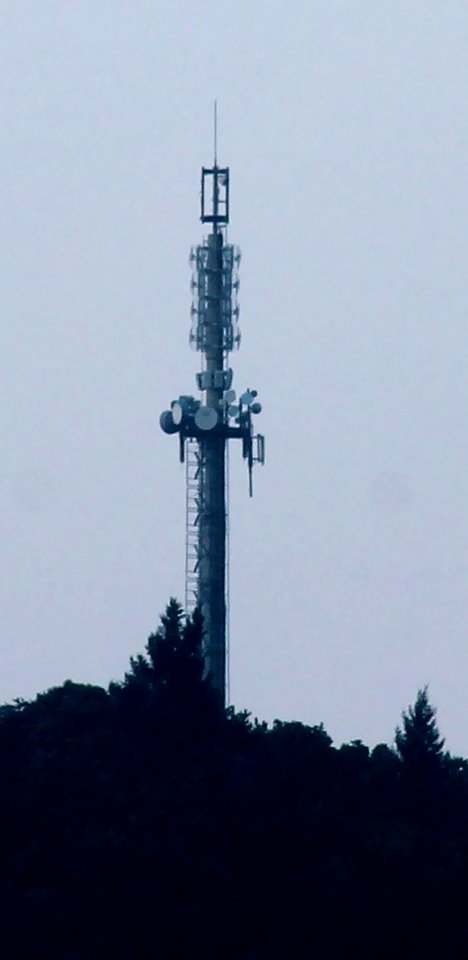
Sendeturm im Juli 2013

Der Südwestrundfunk (ehemals der Süddeutsche Rundfunk) betreibt auf dem Wattkopf seit 1996 den Sender Wattkopf für das UKW-Hörfunkprogramm SWR4 Badenradio. Als Antennenträger dient ein 76 m hoher Stahlbetonturm. Seit 2011 wird der Sendeturm zusätzlich für den Mobilfunk, den Betriebsfunk der Verkehrsbetriebe Karlsruhe und den digitalen Behördenfunk genutzt.
Zweieinhalb Kilometer nordöstlich des Senders Wattkopf steht beim Edelberg, nahe dem Rand der Schwarzwaldhochfläche, der Fernmeldeturm Grünwettersbach.